# Grazie (Curtatone)
La frazione di Grazie è situata nel territorio del comune di Curtatone a circa 7 km dal centro della città di Mantova, capoluogo dell'omonima provincia.

## Monumenti e luoghi d'interesse
- Santuario delle Grazie
- Museo dei Madonnari

## Società

### Tradizioni e folclore
- Antica fiera delle Grazie, il 15 agosto.

## Cultura

### Cucina
- Cotechino delle Grazie di Curtatone.[1]

## Infrastrutture e trasporti
Nel 1886 fu inaugurata la tranvia Mantova-Asola, esercita con trazione a vapore dalla società Valentini e Mazzorin, che aveva una stazione a Grazie. Rilevata dall'Amministrazione provinciale, tale linea fu soppressa nel 1933 ad eccezione del tratto Mantova-Grazie, elettrificato nel 1926 e integrato nella rete tranviaria di Mantova, rimanendo in esercizio fino al 1953 sotto la gestione delle Tranvie Elettriche Mantovane.

## Collegamenti esterni

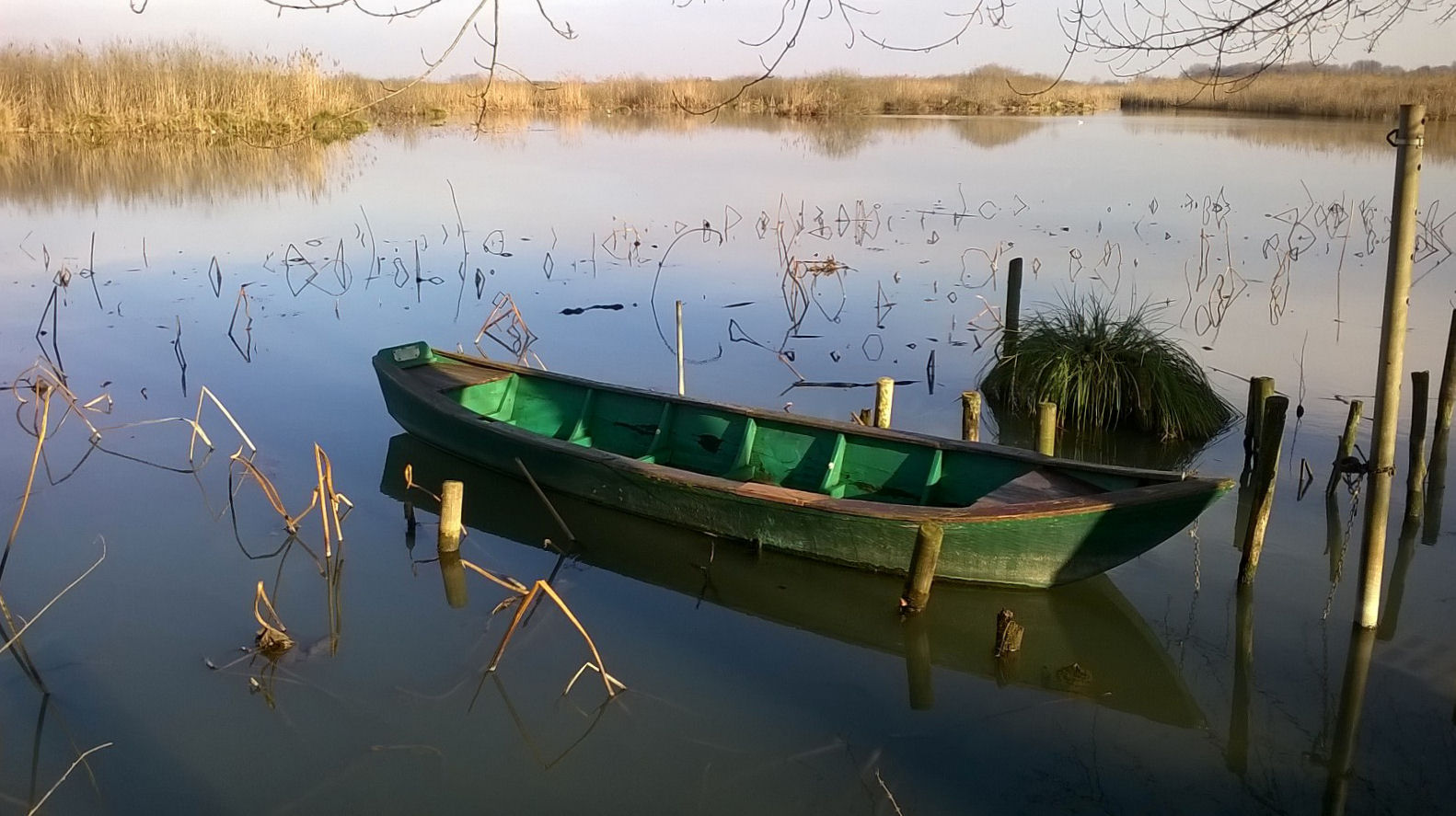
Il Mincio nei pressi di Grazie